# Friedrich Mauch
Friedrich Theodor Mauch, Rufname Friedrich Mauch, (* 11. Juni 1837 in Owen-Teck; † 22. Juli 1905 in Göppingen) war ein deutscher Apotheker.

## Leben
Als Gehilfe begann Friedrich Mauch seine Ausbildung 1852 bei der Apotheke seines Onkels Carl August Mauch in Göppingen. Außerdem war er für ein Jahr Schüler des privaten pharmazeutischen Instituts Walz in Heidelberg und ein Jahr Gehilfe in Bern. Er studierte Pharmazie an der polytechnischen Schule in Stuttgart und in Tübingen, wo er 1861 das Apotheker-Examen ablegte. Ein Jahr später übernahm er die Apotheke seines Onkels in Göppingen.
1861 erbaute Friedrich Mauch sich eine Villa in der Hohenstaufenstraße in Göppingen. Im Garten der Villa hatte der Apotheker zwanzig Laboratorien-Häuser stehen, wo er seine Pflanzen züchtete. Ab 1865 begann Mauch mit der Anfertigung homöopathischer Arzneien, woraufhin er in den folgenden Jahren die Homöopathie weiter ausbaute. 1868 wurde er an der Universität Tübingen promoviert.
1878 zog die Homöopathische Central-Apotheke in eigene Räume und wurde zur größten homöopathischen Apotheke in Württemberg. Er veröffentlichte eine gedruckte homöopathische Preisliste und versandte homöopathische Arzneimittel in Deutschland und ins Ausland.
1886 gründete er mit dem Unternehmer Carl Müller in der Bahnhofsstraße in Göppingen die Firma für homöopathische Medizin „Chemisch Pharmazeutische Fabrik Müller“. 1898 verkaufte Friedrich Mauch die Apotheken an seinen Sohn Richard, der diese jedoch bald wieder verkaufte und die Firma „Dr. Richard Mauch & Co.“ in Köln begründete.
Des Weiteren gründete und betrieb Mauch ein chemisch-analytisches Untersuchungslabor in Göppingen. Außerdem unterrichtete er Chemie und Physik an der Göppinger Fortbildungsschule, wo er 1881 den Titel Professor erhielt.

## Veröffentlichungen
- Chemische Untersuchung der Copalche-Rinde und der Rinde von Drimys chilensis. Dissertation. Tübingen 1868.